# Wilton (wieś w stanie Wisconsin)
Wilton – wieś w Stanach Zjednoczonych, w stanie Wisconsin, w hrabstwie Monroe.